# (5604) 1992 FE
(5604) 1992 FE ist ein erdnaher und potenziell für die Erde gefährlicher Asteroid des Aten-Typs mit einem Durchmesser von ca. 550 Metern. Der Asteroid wurde am 26. März 1992 von Robert H. McNaught vom Siding-Spring-Observatorium aus entdeckt.